# Gliese 3470b

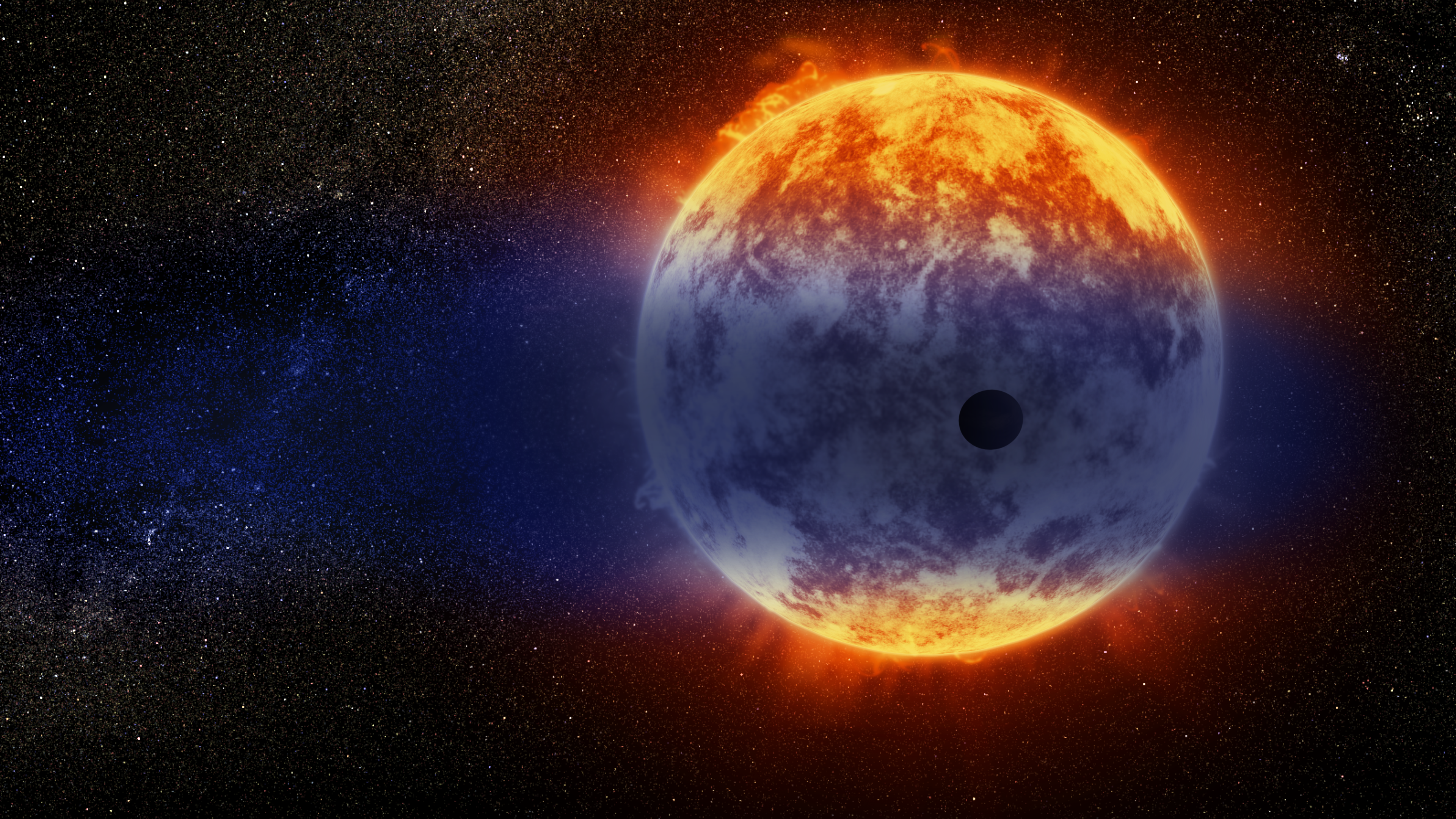
Impression av Gliese 3470b.

Gliese 3470b är en exoplanet 100 ljusår från jorden av Neptunus storlek. Planetens himmel har blå färg. Den antas vara täckt av moln eller dis.